# Ca’ Loredan (San Marco)

Ca’ Loredan (San Marco)

Ca’ Loredan (auch Palazzo Corner Piscopia Loredan) ist ein Palast in Venedig in der italienischen Region Venetien. Er liegt im Sestiere San Marco mit Blick auf den Canal Grande neben der Ca’ Farsetti, gegenüber der Kirche San Silvestro und in der Nähe der Rialtobrücke. Wie in der angrenzenden Ca’ Farsetti sind dort Büros der Stadtverwaltung untergebracht.

## Geschichte
Die Ca’ Loredan wurde im 13. Jahrhundert als venezianisch-byzantinischer Fondaco (dt.: mittelalterlicher Speicher) für die Familie Boccasi erbaut und im 15. Jahrhundert erweitert. Laut einigen Geschichtswissenschaftlern wurde es zum Wohnhaus des Dogen Jacopo Contarini, nachdem dieser sich ins Privatleben zurückgezogen hatte, und fiel dann an die Familie Zane. In den folgenden Jahrhunderten wurde es durch die Familie Corner Piscopia, der es im 14. Jahrhundert nach dem Willen von Frederico Corner († 1382), dem reichsten Kaufmann seiner Zeit, gehörte, sorgsam erweitert. 
Der wichtigste Umbau wurde im 16. Jahrhundert durchgeführt. Im Jahre 1646 wurde dort Elena Lucrecia Corner Piscopia geboren, eine Philosophin, die als erste Frau in die Geschichte einging, die in dieser Wissenschaft einen Universitätsabschluss erlangte: Sie erhielt ihr Diplom am 25. Juni 1678. An das Ereignis, das international sehr beachtet wurde, erinnert eine Marmorplatte mit einer Inschrift. 1703 wurde der Palast das Wohnhaus der Loredan, die es durch die Heirat einer Tochter von Girolamo Corner mit Giovanni Battista Loredan erhielten. Nachdem die Immobilie 1806 an die Gräfin Campagna Peccana gefallen war, wurde sie in ein Hotel umgewandelt. 1867 kam sie in den Besitz der Stadt Venedig und wurde zusammen mit der Ca’ Farsetti Sitz der Stadtverwaltung. Weitere Umbauten veränderten den Grundriss einschneidend.

## Beschreibung
Die Ca’ Loredan ist ein Gebäude, dessen Kern in venezianisch-byzantinischem Stil gehalten ist und in dem unter den Gebäuden am Canal Grande trotz aller Umbauten viel von diesem Kern erhalten geblieben ist. Im Erdgeschoss gibt es in der Mitte eine Vorhalle mit fünf erhöhten Rundbögen, gestützt durch vier korinthische Säulen, über dem sich im Hauptgeschoss ein Siebenfachfenster im selben Stil befindet. Auf beiden Seiten der Vorhalle sind symmetrisch je zwei Fenster mit erhöhten Rundbögen angeordnet, mit denen je ein Dreifachfenster im selben Stil im Hauptgeschoss harmoniert. Diese Fenstereinteilung ist durch meist kreisförmige, byzantinische Dekorationen ergänzt. Das zweite Hauptgeschoss ist, auch wenn es den Stil des ersten wieder aufnimmt, durch ein breites Siebenfach-Rundbogenfenster in der Mitte charakterisiert, das von zwei einzelnen Rundbogenfenstern flankiert wird.
Der Palast, dessen rechte Seitenfassade durch zahlreiche Einzelfenster und das Eingangsportal charakterisiert wird, zeichnet sich durch vier Überführungen, die ihn mit der Ca’ Farsetti verbinden, aus. Auf der Rückseite gibt es einen langen Innenhof, der die beiden Nebenflügel voneinander trennt. Es gibt dort zahlreiche Rundbogenfenster und verschiedene Puteale. Im Hauptgeschoss befindet sich der Salone del Consiglio (dt.: Ratssaal), in dem Kunstwerke von Benedetto Caliari, Gregorio Lazzarini und Bonifazio Veronese erhalten sind.